# Białostocki Okręg Przemysłowy
Białostocki Okręg Przemysłowy (BOP) – okręg przemysłowy na terenie Białegostoku i jego okolic.

## Powstanie i rozwój w początkach XIX w.
Białostocki Okręg Przemysłowy rozwinął się dzięki postanowieniom kongresu wiedeńskiego (1815) o utworzeniu Królestwa Polskiego. Powstała w ten sposób granica między ziemiami polskimi, na których istniał już duży ośrodek włókienniczy jakim był kalisko-mazowiecki okręg przemysłowy a Imperium Rosyjskim, w którym wówczas znajdował się Białystok. W 1834 r., w ramach represji po powstaniu listopadowym (1830), wprowadzono niezwykle wysokie cła na wyroby przemysłowe eksportowane z Królestwa do Rosji oraz zakaz wwozu niektórych produktów wełnianych do Imperium. W ten sposób, by ominąć granicę i cła, zaczęli pojawiać się w Białymstoku i okolicach przemysłowcy z Polski.
Początkowo przemysł białostocki opanowali Niemcy – zarówno jako przedsiębiorcy, jak i robotnicy. Ze względu na duże bezrobocie w Prusach i Bawarii, ludność niemiecka osiedlała się w obwodzie białostockim. Centrum niemieckiego przemysłu stał się Supraśl, gdzie powstały cztery fabryki sukna: Zacherta (1834), Reicha (1835), Buchholza (1837) i Aunerta (1838). Kolejnym zakładem była założona w Choroszczy w 1840 przez Chrystiana Moesa fabryka sukna.
Zainteresowanie przemysłem wykazywali również Żydzi, którzy zakładali małe przedsiębiorstwa, zatrudniające wyłącznie robotników żydowskich.
Od samego początku przedmiotem produkcji większości fabryk w obwodzie było sukno. Wpłynęły na to trzy czynniki: niskie ceny, wielka podaż surowców i szeroki rynek zbytu. Fabryki pierwotnie obsługiwali tylko ludzie, z biegiem czasu wprowadzono różne udoskonalenia (siłę bydła pociągowego i turbiny wodne). Około roku 1840 pojawiły się pierwsze kotły parowe i bardziej nowoczesne maszyny.
Przemysł samego Białegostoku, w porównaniu z Supraślem i Choroszczą, pozostał w tyle. Do chwili likwidacji obwodu białostockiego w 1842 funkcjonowały tu zaledwie dwie niewielkie fabryki – sukna i kapeluszy.
Największym utrudnieniem w rozwoju przemysłu białostockiego była trudność pozyskania fabrykantów, spowodowana rozpaczliwym stanem komunikacji w obwodzie. Brak szos, a także jakichkolwiek dróg bitych, powodował wstrzymanie transportu towarów w niektórych porach roku.
Głównym ośrodkiem handlowym w obwodzie był Białystok. Tutaj koncentrował się handel wewnętrzny i tutaj także znajdował się rynek zbytu towarów importowanych. Handel białostocki opanowali w większości Żydzi.
Mimo iż likwidacja obwodu białostockiego i włączenie go do guberni grodzieńskiej (1842), była ogromnym ciosem dla rozwoju całego Białegostoku, to pod względem gospodarczym był to okres największego rozkwitu. Miasto zmieniło swój charakter – zapanowały w nim trzy potęgi: przemysł, handel i finanse.
W roku 1845 istniał w Białymstoku wyłącznie przemysł tkacki, który rozwijał się w 8 fabrykach. Ich wartość produkcji rocznej wynosiła 200 tysięcy rubli. Największymi fabrykami były fabryki Hermana Commichau i Augusta Lange. W roku 1848 powstała wielka fabryka sukienniczo-kapelusznicza C. Nowika, zdolna do konkurowania z fabryką Moesa. Kolejnymi zakładami były fabryki: wyrobów skórzanych Markusa Rabinowicza (1857), sukna Bechtera (1861) i Starka (1862).

## Otwarcie linii kolejowej i złoty okres rozwoju
Ogromnym przełomem dla przemysłu białostockiego było otwarcie w 1862 r. linii kolejowej z Warszawy do Petersburga, przebiegającej przez Białystok. Dzięki temu uzyskał on decydującą przewagę nad innymi ośrodkami przemysłowymi, które położone były z dala od kolei. Od tej chwili przemysł skupiać się będzie prawie wyłącznie w grodzie nad Białą i najbliższej jego okolicy, a fabryki m.in. w Michałowie i Supraślu zaczną upadać.
Już rok po otwarciu linii kolejowej, funkcjonowało w Białymstoku 14 fabryk, wśród których były dwie fabryki mydła i dwie wyrobów skórzanych. Wartość produkcji rocznej fabryk wynosiła 325 tysięcy rubli, a zatrudnienie w nich znalazło 600 robotników. Największe dochody (90–120 tys. rubli) przynosiły fabryki branży sukienniczo-kortowej: Hermana Commichau i Małki Blochowej. Innymi większymi przedsiębiorstwami były: fabryka C. Nowika oraz nowa fabryka sukienniczo-odzieżowa I. Tryllinga. Poza fabrykami, w Białymstoku istniały również 2 browary i 9 młynów. Młyny przerabiały 20 tysięcy korców mąki, browary – 1000 beczek piwa rocznie.
Wybuch powstania styczniowego zahamował nieco rozwój przemysłu, jednak nie trwało to długo i już w 1866 r. nastąpił ponowny rozwój. Lata 1870–1890 stanowiły złoty okres dziejów przemysłu białostockiego. W okresie tym zakładano mnóstwo fabryk, część z nich upadała ze względu na brak odpowiednich środków do funkcjonowania. Około roku 1890 wybuchły strajki robotnicze, które jednak nie wyrządziły większych szkód przemysłowi. W 1893 zamknięto w Białymstoku i okolicy 17 fabryk (łączna wartość produkcji – ponad 258 tys. rubli), lecz w tym samym roku otwarto 52 nowe fabryki (z wartością produkcji ok. 670 tys. rubli).
W grudniu 1895 powstało pierwsze towarzystwo akcyjne pod nazwą Fabryka Towarzystwa Białostockiej Manufaktury „E.Becker i s-ka”. Jego założycielami byli Eugeniusz Becker i August Moes, a kapitał zakładowy wynosił 600 tysięcy rubli. Poza wełną i jedwabiem, zaczęto w fabrykach Towarzystwa produkować drogie materiały wełniane i jedwabne obicia.
W tym samym roku, w którym powstało towarzystwo, istniało w Białymstoku 230 fabryk manufakturowych różnych wielkości, wśród nich było 188 fabryk sukna, 11 kortu, 5 jedwabiu, 8 tkanin wełnianych, 1 kapeluszy, 1 sztucznej wełny i 16 przędzalni. Zatrudniały one w sumie 4675 robotników, a ich obrót roczny wynosił ok. 3,8 miliona rubli. Natomiast w okolicy miasta funkcjonowało dodatkowo 79 fabryk, co pokazuje nam, że przemysł manufakturowy zatrudniał w 309 fabrykach 8478 robotników, a jego obroty wynosiły 7 milionów rubli.
Dzięki niezwykle silnym podstawom materialnym przemysł białostocki nie odczuł ogólnego kryzysu gospodarczego, jaki zapanował w ostatnich latach XIX wieku. Wytrzymał również konkurencję z Łodzią i Tomaszowem. Rynkami zbytu na produkty z Białegostoku była nie tylko cała Rosja, ale także Austria, Bułgaria i Rumunia. Miasto było wówczas jednym z największych ośrodków przemysłowych w Rosji.
Podstawą wytwórczości przemysłu białostockiego nadal było sukno, jednak rozwijały się również inne gałęzie przemysłu. Przemysł skórzany zaczął rozwijać się w latach 80. XIX wieku, kiedy powstały pierwsze dwie niewielkie fabryki garbarsko-rymarskie. Na początku wieku XX Białystok stał się centrum przemysłu skórzanego całej guberni grodzieńskiej, w której istniało 200 fabryk tej gałęzi (6000 robotników). Miasto było także ośrodkiem zbytu surowych skór, importowanych z głębi Rosji, Niemiec, Francji i Ameryki oraz rynkiem zbytu towaru wyprodukowanego. W roku 1912 miesięczny obrót białostockiego rynku skórzanego sięgał 750 tysięcy rubli.
W Białymstoku istniała również fabryka wyrobów tytoniowych Janowskiego, która była jedną z największych placówek przemysłu tabacznego w guberni, a konkurować z nią mogła jedynie fabryka Szereszewskiego w Grodnie. Fabryka Janowskiego produkowała papierosy, cygara, tytoń do palenia i tabakę do zażywania, zatrudniając ok. 500 robotników (po roku 1901).
Przemysł metalurgiczny koncentrował się w warsztatach mechanicznych A. Wieczorka. Założone one zostały w roku 1865 pod Białymstokiem przez Meinera i Nitnera, a w roku 1888 przeniesione do miasta. W roku 1901 przedsiębiorstwo Wieczorka zatrudniało 440 robotników, zaś wartość jego produkcji wynosiła ok. 220 tys. rubli.
W 1909 r. rozpoczęła się elektryfikacja białostockich zakładów przemysłowych, natomiast rok później uruchomiona zostaje elektrownia miejska.

## I wojna światowa
W maju 1915 wydano zakaz wywozu sukna z białostockich fabryk, co doprowadziło przemysł do ruiny. Przymusowe były również dostawy ubrań i obuwia dla armii, za uchylenie się od nich groziły wysokie kary administracyjne. Z rozkazu władz wojskowych utworzona została Komisja rekwizycyjna i szacunkowa, której zadaniem było rekwirowanie maszyn, motorów, miedzi, niklu oraz szacowanie młynów, kotłów itp. przeznaczonych do zniszczenia. Niemal codziennie palono fabryki i wysadzano w powietrze ich wyposażenie. Rosjanie nie chcieli pozostawić zbliżającym się do miasta Niemcom fabryk. Przemysł białostocki uległ prawie całkowitej likwidacji, zanim miasto dostało się w ręce niemieckie. Jeden tylko fabrykant zamiast maszyn wysłał w skrzyniach towar i kilka dni po wkroczeniu Niemiec, rozpoczął na nowo produkcję w swojej fabryce.
W czasie ofensywy niemieckiej Rosjanie, uciekając z Białegostoku, wysadzili wieżę ciśnień i stację pomp, a w elektrowni zniszczono te turbiny, których nie zdołano wywieźć, ocalała tylko jedna, wobec czego napęd elektrowni z 5640 klw. zmniejszył się do 640.
Dobre zorganizowanie okupantów niemieckich sprawiło, że Białystok zaczął szybko dźwigać się z upadku. Niemcy opanowali wszystkie dziedziny gospodarki miejskiej. W dwa dni po zajęciu miasta uruchomili elektrownię i wodociągi.
Przemysł białostocki ponownie znalazł się w znacznie lepszych warunkach niż przemysł łódzki i tomaszowski. Na przykład w Łodzi Niemcy zarekwirowali cały surowiec i gotowe produkty, płacąc za nie symboliczną cenę. Oprócz tego wywieźli znaczną ilość urządzeń fabrycznych. Fabryki łódzkie praktycznie zostały unieruchomione. W Białymstoku Niemcy nie prowadzili tej rabunkowej gospodarki, być może dlatego, że uważali go nie za okupowany teren nieprzyjacielski, lecz za odzyskany własny (w latach 1795–1807 miasto znajdowało się w zaborze pruskim). Dlatego też fabryki białostockie były w pełnym rozruchu. Bezrobocie nie przybrało groźnych rozmiarów, podczas gdy w Łodzi 150 tys. robotników znalazło się na bruku. Główną przeszkodę stanowił brak odpowiednich surowców, jednak rozwiązano ten problem wprowadzając do produkcji szereg surogatów.
Dnia 19 lutego 1919 do miasta wkroczyły wojska polskie, a Białystok znalazł się w odrodzonej Rzeczypospolitej.

## II Rzeczpospolita
Po krótkiej niepodległości, 28 lipca 1920 roku, miasto zajęte zostało przez wojska bolszewickie. Powołano do życia „Tymczasowy Komitet Rewolucyjny Polski”, który wkrótce wydał manifest informujący o wyzwoleniu „uciemiężonej” ludności spod rządów „reakcji”. Reorganizacja miejscowego przemysłu rozpoczęła się od nacjonalizacji fabryk oraz od konfiskaty i rekwizycji własności prywatnej. Rządy bolszewickie trwały na szczęście zbyt krótko, aby program TKRP mógłby być zrealizowany w całości. Wojsko polskie oswobodziło Białystok 22 sierpnia 1920.
Białystok w niepodległej Polsce stał się trzecim co do wielkości ośrodkiem włókienniczym, po okręgu łódzkim i bielskim, pomimo odcięcia od chłonnego rynku rosyjskiego. W okresie międzywojennym funkcjonowało tu 28 fabryk, 11 przędzalni i 7 tkalni.

## II wojna światowa
W 1944 r. wojska radzieckie rabują urządzenia techniczne, maszyny i surowce z białostockich fabryk. W tym samym roku powstaje Zjednoczenie Fabryk Włókienniczych Okręgu Białostockiego i uruchomiona zostaje fabryka przy ul. Włókienniczej.

## Okres PRL
Z II wojny światowej polski przemysł włókienniczy wyszedł stosunkowo obronną ręką, z wyjątkiem jedynie ośrodka białostockiego, który został prawie zupełnie zniszczony. W okresie Polski Ludowej nastąpiło upaństwowienie wielkiego i średniego przemysłu (1946) i jednoczesna naprawa zniszczeń wojennych. Ważny niegdyś okręg białostocki, pod koniec lat 70. XX w. miał jedynie 7% udziału w krajowym przemyśle włókienniczym, co dawało mu dopiero 4 pozycję w kraju po okręgach łódzkim, sudeckim i śląsko-częstochowskim.
W okresie tym uruchomiono szereg zakładów i fabryk. Ruszają m.in. Huta Szkła (1945), Białostockie Zakłady Przemysłu Włókienniczego „Sierżana” (1946), Fabrykę Sklejek (1947), Chłodnię (1952), Białostockie Zakłady Przemysłu Bawełnianego „Fasty” (1955), Zakłady Wytwórcze Maszyn i Urządzeń Przemysłu Spożywczego „Spomasz” (1957), Zakłady Mięsne (1962), Gazownia Białostocka (1962), filia Warszawskich Zakładów Telewizyjnych „Telza” (1971), Białostockie Zakłady Graficzne (1971), Białostocka Fabryka Domów „Fadom” (1971), Białostocka Fabryka Mebli (1976), Fabryka Opakowań Doświadczalnych (1976).
W 1964 roku odnotowano znaczne deficyty wodne w rejonie BOP-u. Wówczas podjęto decyzję o budowie Zalewu Siemianówka, który miał stanowić zaplecze wypoczynkowo-rekreacyjne dla Białostockiego Okręgu Przemysłowego, oraz miasta Hajnówki.